# Kundalini Yoga

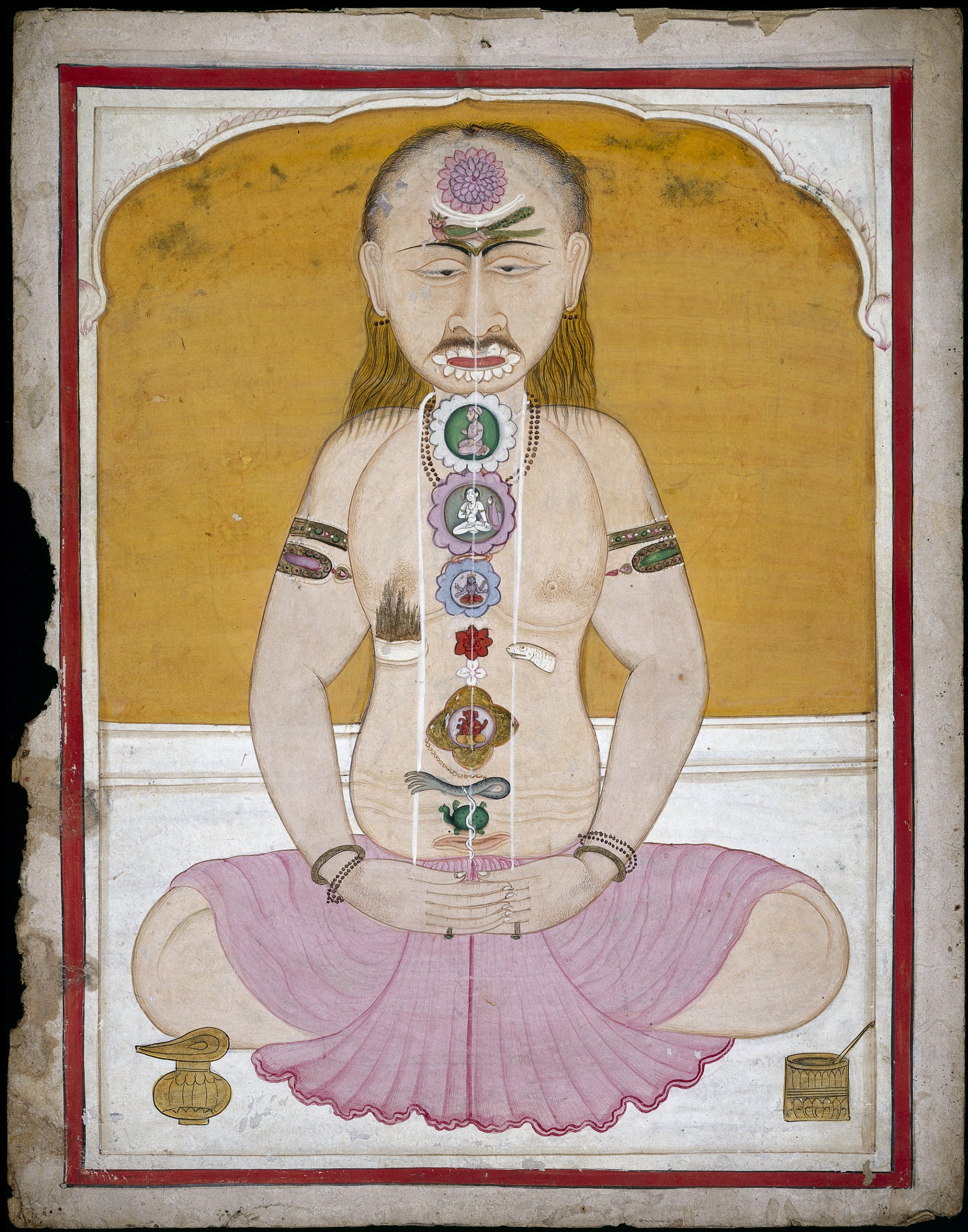
Illustrazione tantrica indiana dei canali del corpo sottile che la kundalini attraversa

Kundalini yoga (kuṇḍalinī-yoga) deriva da kundalini ("serpente attorcigliato"), definito nella cultura vedantica come energia che giace dormiente alla base della colonna vertebrale fino a quando non viene attivata (come con la pratica di yoga) e incanalata verso l'alto attraverso i chakra nel processo di perfezione spirituale. La kundalini è associata al'energia femminile. Il kundalini yoga come scuola di yoga è influenzato dalle scuole shakta e tantra dell'induismo. Il suo nome deriva dall'attenzione al risveglio dell'energia kundalini attraverso la pratica regolare di mantra, tantra, yantra, yoga o meditazione.

## Pratica Kundalini
L'aggettivo sanscrito kuṇḍali significa "circolare, anulare". Il concetto di Kundalini viene ampiamente usato nella Yoga Upanishad (XVI secolo).La pratica Kundalini mira ad attivare l'energia vitale del corpo, chiamata "prana", per farla circolare attraverso i chakra o centri energetici. I principali centri energetici sono 7 e si trovano lungo la colonna vertebrale, alla base del coccige il primo o "chakra della radice", e sulla corona della testa il "chakra della corona" e centro della connessione spirituale con l'universo. Ognuno di essi è identificato con un colore ed è associato a determinate emozioni e sentimenti, nonché a determinati organi, aree e sistemi del corpo.
Lo Yoga Kundalini mira ad innalzare l'energia vitale dal primo centro energetico, il chakra della radice, al più alto, il chakra della corona, in modo da raggiungere livelli di coscienza più elevati attraverso la pratica. Per questo motivo, la respirazione, la meditazione e i mantra sono fondamentali nella pratica di questa corrente: canti, sillabe o parole in sanscrito che vengono recitati durante una sessione di yoga e che hanno un significato spirituale che permette il risveglio energetico e la connessione.